# Réserve ornithologique de Sørkapp

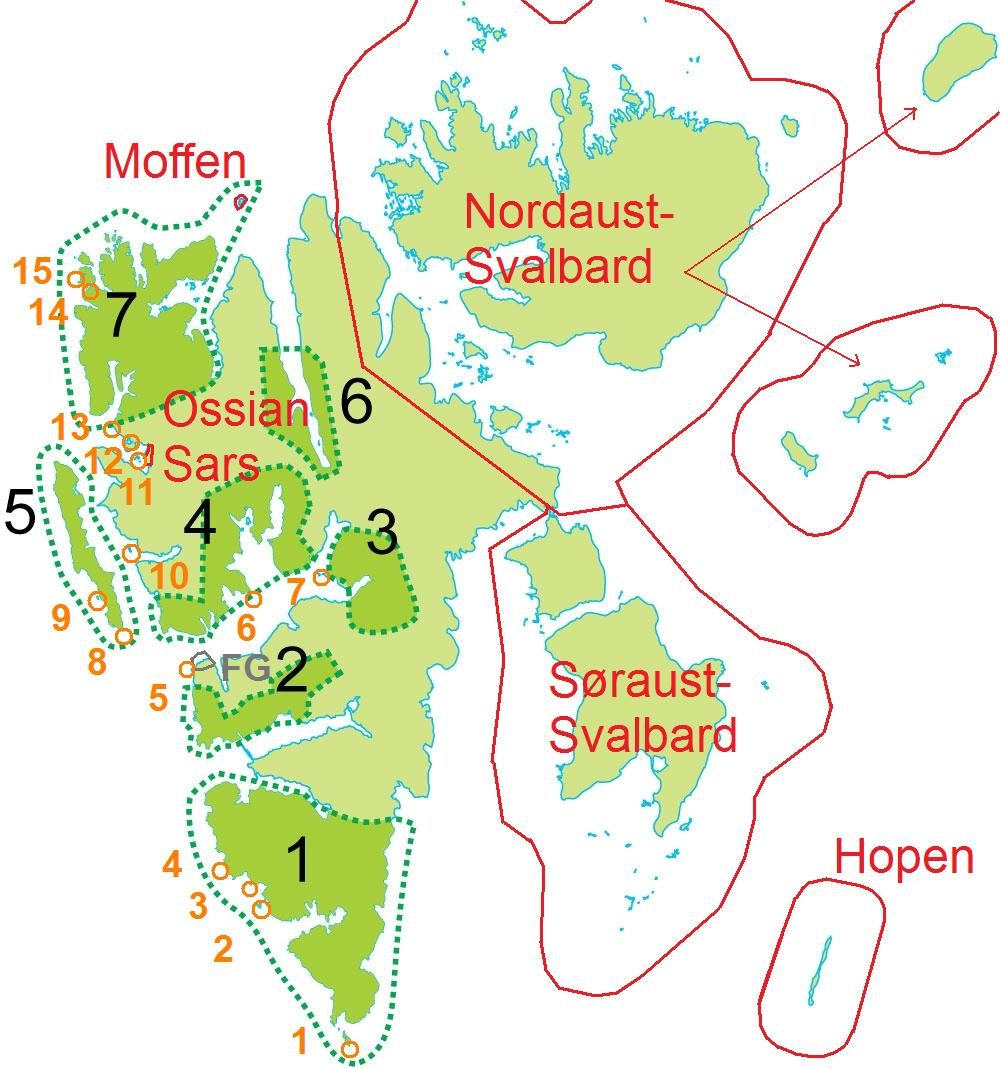
Carte des aires protégées au Svalbard, la réserve porte le numéro orange 1.

La réserve ornithologique de Sørkapp est une réserve naturelle dans la Terre de Sørkapp au sud de la pointe sud du Spitzberg au Svalbard. La réserve est située à l'intérieur du parc national de Sør-Spitzbergen. 
La réserve comprend les îles de Sørkappøya, Tokrossøya, Stjernøya, Sørkappholmane, Austrevet et d'autres îles au sud-ouest de Øyrlandet. Elle comprend également la mer autour des îles, à 300 mètres de la rive.
La réserve a été créée par décret royal 1er juin 1973 et a une superficie de 35,986 km2. . Dans la période du 15 mai au 15 août l'ensemble du trafic, y compris les trafics aérien et maritime sont interdits. 
En collaboration avec les régions voisines Stormbukta et Sørkapplandet, la réserve est reconnue en 2011 comme site ramsar.
Il est interdit de s'approcher à 300 mètres de la réserve, et plus particulièrement à l'époque où les oiseaux sont en train de couver afin d'éviter que les parents ne soient effrayés et que des oiseaux de proie ou des renards ne prennent les œufs.